# Ptericoptus crassicornis
Ptericoptus crassicornis är en skalbaggsart som först beskrevs av Fabricius 1803.  Ptericoptus crassicornis ingår i släktet Ptericoptus och familjen långhorningar.
Artens utbredningsområde är Guyana. Inga underarter finns listade i Catalogue of Life.